# 加藤喜代美
加藤喜代美（日语：／ Kato Kiyomi，1948年3月8日—），日本男子摔跤运动员。他曾代表日本参加1972年夏季奥林匹克运动会摔跤比赛，获得一枚金牌。他也曾参加1970年亚洲运动会。